# Polizeipräsidium Einsatz, Logistik und Technik
Das Polizeipräsidium Einsatz, Logistik und Technik (PP ELT) der Polizei Rheinland-Pfalz vereint die ehemals eigenständigen Organisationseinheiten der Bereitschaftspolizei, der Zentralstelle für Polizeitechnik und der Wasserschutzpolizei in einem Polizeipräsidium. Aufgrund der damit einhergehenden, vielfältigen Aufgaben wird das Präsidium in ganz Rheinland-Pfalz tätig, Teile seiner Organisationseinheiten auf Ersuchen anderer Länder sogar bundesweit.

## Geschichte
Nach einer Vorbereitungsphase von 16 Monaten nahm das Polizeipräsidium Einsatz, Logistik und Technik mit Wirkung zum 1. Oktober 2017 planmäßig seinen Wirkbetrieb auf. Ziel der seit 20 Jahren größten Umstrukturierung innerhalb der rheinland-pfälzischen Polizeiorganisation war es, durch Zusammenfassung Synergieeffekte vor allem bei der Beschaffung und in der Verwaltung zu heben und eine höhere Leistungsfähigkeit zu erreichen. Insgesamt elf Polizeibehörden und Polizeieinrichtungen wurden zu acht Polizeibehörden zusammengefasst, wozu die Anpassung von Bestimmungen in mehr als 20 Gesetzen und Verordnungen nötig war. Das neu gebildete Präsidium nahm dabei die bisherige Polizeibehörde „Wasserschutzpolizeiamt“ sowie die ehemaligen Polizeieinrichtungen „Bereitschaftspolizei“ und „Zentralstelle für Polizeitechnik“  unter ihrem Dach auf. Die neue Behörde startete mit ca. 1750 Mitarbeiterinnen und Mitarbeitern. Die Umsetzung der Neustrukturierung wurde mit einer Feierstunde am 20. November 2017 im Beisein des damaligen rheinland-pfälzischen Innenministers Roger Lewentz (SPD) abgeschlossen.
Die neue Behörde startete zunächst mit sechs Abteilungen, die Abteilung „Beschaffung und Polizeiverwaltung“ wurde in zwei Abteilungen geteilt.

## Aufgaben
Die landesweiten Aufgaben des Polizeipräsidiums Einsatz, Logistik und Technik für Rheinland-Pfalz lassen sich wie folgt umreißen:
- Unterstützung der übrigen Polizeipräsidien und des LKA durch die Bereitschaftspolizei und die Spezialeinheiten,
- Wahrnehmung der polizeilichen Aufgaben auf den schiffbaren Wasserstraßen durch die Wasserschutzpolizei,
- Wahrnehmung zentraler Aufgaben einschließlich der Beschaffung im Bereich der Polizeitechnik, sowie des Betriebs der polizeilichen Informations- und Kommunikationsstruktur,
- Autorisierte Stelle für den Digitalfunk der Behörden und Organisationen mit Sicherheitsaufgaben im Land,
- Wahrnehmung von Aufgaben im Betrieblichen Gesundheitsmanagement und der Betrieblichen Gesundheitsförderung der Polizei, bei der Arbeitssicherheit und im Arbeitsschutz, der Sozialberatung sowie des Polizeiärztlichen Dienstes.

## Standorte
Neben dem Hauptsitz Mainz ist das PP ELT an den Standorten Enkenbach-Alsenborn, Koblenz und Wittlich-Wengerohr angesiedelt. Hinzu kommen sieben Wasserschutzpolizeistationen und Außenstellen sowie der Standort der Polizeihubschrauberstaffel am Flugplatz Koblenz-Winningen.

## Organisation
Das Polizeipräsidium Einsatz, Logistik und Technik setzt sich – neben der Behördenleitung (Präsidialstab und Präsidialbüro) – aus insgesamt sieben Abteilungen zusammen. Hierzu gehören:
- Abteilung Bereitschaftspolizei,
- Abteilung Spezialeinheiten,
- Abteilung Wasserschutzpolizei,
- Abteilung Beschaffung und Logistik,
- Abteilung Zentrale Technik,
- Abteilung Zentralstelle für Gesundheitsmanagement,
- Abteilung Polizeiverwaltung.

### Abteilung Bereitschaftspolizei
Die Abteilung Bereitschaftspolizei des PP ELT unterstützt landesweit die örtlich zuständigen Polizeipräsidien bei der Wahrnehmung ihrer Aufgaben der täglichen Kriminalitätsbekämpfung und der Verkehrssicherheitsarbeit, sowie bei Großeinsätzen mit ihren besonders ausgebildeten, speziell ausgestatteten Einsatzeinheiten und besonderen Führungs- und Einsatzmitteln. Ferner unterstützt die Bereitschaftspolizei bei Großeinsätzen sowie außergewöhnlichen Einsatzlagen die Polizeibehörden der Bundesländer und des Bundes.
Zur Wahrnehmung ihrer Aufgaben verfügt die Abteilung Bereitschaftspolizei über mehrere spezialisierte Organisationseinheiten. Diese setzen sich zusammen aus
- Führungsgruppe mit den Sachgebieten Einsatz und Technik,
- 4 Einsatzhundertschaften (Standorte Mainz, Enkenbach-Alsenborn, Koblenz, Wittlich-Wengerohr),
- Beweissicherungs- und Festnahmehundertschaft,
- Technische Einsatzeinheit,
- Polizeihubschrauberstaffel,
- Sachgebiet Diensthundewesen,
- Sachgebiet Medieneinsatz,
- Sachgebiet Aus- und Fortbildung.[8]

### Abteilung Spezialeinheiten
Die Abteilung Spezialeinheiten setzt sich aus dem Mobilen Einsatzkommando (MEK) und dem Spezialeinsatz- und Personenschutzkommando (SEK) zusammen. Durch die Abteilung Spezialeinheiten werden die Polizeibehörden des Landes Rheinland-Pfalz, sowie andere Behörden außerhalb von Rheinland-Pfalz und im Ausland im Zusammenhang mit der Bekämpfung der Organisierten Kriminalität, der Banden- und Gewaltkriminalität sowie der politisch motivierten Kriminalität unterstützt. Hier kommt ihr Einsatz insbesondere bei operativen Maßnahmen und dem Zugriff auf gefährliche und bewaffnete Straftäter in Betracht.

### Abteilung Wasserschutzpolizei
Durch die Abteilung Wasserschutzpolizei werden schifffahrtspolizeiliche Vollzugsaufgaben wahrgenommen. Dies beinhaltet
- Maßnahmen der Gefahrenabwehr, Verkehrsüberwachung, Verkehrskontrolle, Verkehrsregelung, Überwachung von Veranstaltungen auf dem Wasser, sowie Schifffahrtssperren,
- die allgemeine Gefahrenabwehr,
- Personen- und Objektschutz, Begleitschutz bei Staatsbesuchen, Mithilfe im Katastrophenschutz,
- Erforschung und abschließende Bearbeitung von Straftaten und Ordnungswidrigkeiten auf den schiffbaren Wasserstraßen,
- Untersuchung von Unfällen im Zusammenhang mit dem Schifffahrtsbetrieb auch einschließlich der tödlichen Personenunfälle,
- Personen- und Sachfahndung.

Dienstbezirk der Abteilung Wasserschutzpolizei sind die schiffbaren Wasserstraßen einschließlich ihrer Nebenarme, Ufer, Anlagen und Häfen im Gebiet von Rheinland-Pfalz. Insgesamt werden durch die Abteilung Wasserschutzpolizei acht Wasserschutzpolizeistationen am Rhein und an der Mosel betrieben, welche über 15 Streckenboote und vier Sportbootkontrollboote verfügen.

### Abteilung Beschaffung und Logistik
Die Abteilung Beschaffung und Logistik ist für die Anschaffung von Bekleidung, Einsatzfahrzeugen, Waffen und Munition, Schutzausstattung, polizei- und kriminaltechnischem Gerät, Verkehrsüberwachungstechnik, sowie Bild- und Videotechnik zuständig. Zudem ist sie für die Verwaltung der Führungs- und Einsatzmittel, sowie für ihre Reparatur und Wartung in den eigenen Werkstätten Mainz, Enkenbach und Wittlich verantwortlich.

### Abteilung Zentrale Technik (ZT)
Die Abteilung Zentrale Technik (ZT) des PP ELT bündelt eine Vielzahl von Fachgebieten, die bei der ehemaligen Zentralstelle für Polizeitechnik (ZPT) untergebracht waren, sowie weitere Aufgaben von präsidialweiter und landesweiter Bedeutung. Die Abteilung Zentrale Technik gliedert sich in vier Dezernate:
- Dezernat Informations- und Kommunikationstechnik (IuK)
- Dezernat Projekte
- Dezernat Service und Logistik (SuL)
- Dezernat Autorisierte Stelle Digitalfunk BOS[12]

### Abteilung Zentralstelle für Gesundheitsmanagement
Die Abteilung Zentralstelle für Gesundheitsmanagement koordiniert mit ganzheitlichem Ansatz Maßnahmen und Leistungen in den Bereichen polizeiärztlicher Dienst, Betriebsmedizin und Gesundheitsmanagement für alle Behörden und Einrichtungen der Polizei Rheinland-Pfalz. Zu den Hauptaufgaben der Zentralstelle für Gesundheitsmanagement zählen insbesondere:
- Leitung, Organisation und Überwachung von Maßnahmen, Projekten und Konzepten des Gesundheitswesens innerhalb des PP ELT sowie landesweit für andere BuE

- Landesweite Koordination und Steuerung aller BGM-relevanten Aufgaben in den Bereichen Arbeitssicherheit und -schutz, betriebliche Gesundheitsförderung, Betriebsmedizin und Sozialberatung

- Entscheidung und Umsetzung gemäß der gesetzlich zugewiesenen Aufgaben nach § 6 ASiG i. V. mit der UVV DGUV 2

- Gesundheitsadministration

- Einsatzbegleitung

- medizinische Versorgung und Abrechnungsstelle für die Angehörigen der freien Heilfürsorge

- Auswahluntersuchungen für die Hochschule der Polizei Rheinland-Pfalz

- Tauglichkeits- und Eignungsuntersuchungen

- Untersuchungen nach dem Landesbeamtengesetz

- Dienstunfallmanagement

- Gutachtenwesen

- Betriebsmedizin

Die Abteilung Zentralstelle für Gesundheitsmanagement ist an den Standorten Mainz, Enkenbach-Alsenborn, Koblenz und Wittlich-Wengerohr vertreten.

### Abteilung Polizeiverwaltung
Die Abteilung Polizeiverwaltung gewährleistet und gestaltet den personellen und organisatorischen Rahmen für die Erledigung der fachlichen Aufgaben des PP ELT. Hierzu gehören etwa die Bearbeitung von Rechtsfragen, die Personalgewinnung und -betreuung, die Verwaltung der Liegenschaften, sowie die Bewirtschaftung von Ausgaben und Einnahmen.